# Phoenicurus leucocephalus
El colirrojo acuático (Phoenicurus leucocephalus) es una especie de ave paseriforme de la familia Muscicapidae propia de Asia. Habita en los bosques templados del subcontinente indio y el sudeste de Asia, así como en algunas regiones colindantes.

## Taxonomía
Anteriormente se consideraba la única especie del género Chaimarrornis. El término deriva del griego kheimarrhos que significa arroyo y ornis que significa ave. Pero en la actualidad se clasifica en el género Phoenicurus.